# Jesús Adrián Romero
Jesús Adrián Romero Ibarra (Hermosillo, Sonora, 16 de febrero de 1965) es un cantante y compositor mexicano, considerado uno de los artistas más representativos de la música cristiana en Hispanoamérica.
Es el fundador y presidente de Vástago Producciones, sello discográfico dedicado a la producción y distribución de música con mensaje cristiano. A lo largo de su carrera musical, ha ganado los premios ALMA, AMCL y Arpa. Además, ha sido nominado en cinco ocasiones a los premios Grammy Latinos en la categoría mejor álbum cristiano y dos veces en GMA Dove Awards como álbum en español del año.
Según la página web de datos y estadísticas Social Blade, Romero presenta 5,8 millones de suscriptores y más de 2600 millones de reproducciones en todos los contenidos de la plataforma YouTube.

## Biografía
Realizó estudios bíblicos en California (Estados Unidos). Alternaba sus estudios como guía espiritual en la iglesia de Dios de Van Nuys.
Después regresó a México, donde fundó Amistad y Vida, una comunidad cristiana en Agua Prieta, Sonora. Continuó por varios años predicando y ejerciendo como líder espiritual en Chihuahua, México. Durante cuatro años estuvo a cargo como pastor asistente en la congregación Vino Nuevo de Ciudad Juárez. Además, fue director del grupo musical De Hombre a Hombre de la misma iglesia, lo que le permitió viajar por varias ciudades de México.
En 1990, lanzó su primera producción discográfica, Renuevo espiritual. A comienzos de la década de 2000, lanzó su primera obra escrita titulada Cenando con Jesús: El ha preparado un lugar para ti en la mesa, un libro que «presenta a Jesús como alguien de corazón sencillo, que disfruta de cenar con sus amigos y que está ansioso por tener nuestra amistad».
Durante su extensa trayectoria como músico, ha recibido varios premios, entre ellos, los ALMA, AMCL y Arpa. También ha sido nominado en varias ocasiones a los premios Grammy Latinos y GMA Dove Awards. Su última nominación fue en los Grammy Latinos 2022 por su trabajo ¿Cómo me ves?

## Discografía
Álbumes de estudio
- 2005: El aire de tu casa
- 2007: Ayer te vi... Fue más claro que la luna
- 2010: El brillo de mis ojos
- 2012: Soplando vida
- 2016: Besos en la frente
- 2019: Origen y esencia

EP
- 2022: ¿Cómo me ves?
- 2023: El cielo aún espera

Álbumes en vivo
- 1996: Unidos por la cruz
- 1998: Cerca de ti
- 2000: Con manos vacías
- 2002: A sus pies
- 2004: Te daré lo mejor
- 2004: Unplugged

## Premios y nominaciones

### Premios Grammy Latinos
| Año  | Trabajo                                 | Categoría                          | Resultado |
| ---- | --------------------------------------- | ---------------------------------- | --------- |
| 2006 | El aire de tu casa                      | Mejor álbum cristiano              | Nominado  |
| 2008 | Ayer te vi... Fue más claro que la luna | Mejor álbum cristiano (en español) | Nominado  |
| 2010 | El brillo de mis ojos                   | Mejor álbum cristiano (en español) | Nominado  |
| 2020 | Origen y esencia                        | Mejor álbum cristiano (en español) | Nominado  |
| 2022 | ¿Cómo me ves?                           | Mejor álbum cristiano (en español) | Nominado  |

### Premios Arpa
| Año                      | Trabajo                                   | Categoría                              | Resultado |
| ------------------------ | ----------------------------------------- | -------------------------------------- | --------- |
| 2006                     | El aire de tu casa                        | Productor del año                      | Ganador   |
| 2006                     | El aire de tu casa                        | Álbum del año                          | Ganador   |
| 2008                     | «Ayer te vi... fue más claro que la luna» | Canción del año                        | Ganador   |
| 2008                     | Ayer te vi... Fue más claro que la luna   | Mejor álbum vocal masculino            | Ganador   |
| 2008                     | Ayer te vi... Fue más claro que la luna   | Álbum del año                          | Ganador   |
| 2009                     | Ayer te vi... Fue más claro que la luna   | Mejor DVD, cortometraje o largometraje | Ganador   |
| 2011                     | El brillo de mis ojos                     | Mejor álbum vocal masculino            | Ganador   |
| 2011                     | El brillo de mis ojos                     | Mejor álbum de cantautor               | Ganador   |
| 2011                     | «Jesús»                                   | Mejor canción en participación         | Ganador   |
| 2012                     | «Brilla»                                  | Canción del año                        | Ganador   |
| 2012                     | «Brilla»                                  | Compositor del año                     | Ganador   |
| 2012                     | Soplando vida                             | Mejor álbum de cantautor               | Ganador   |
| Fuente:Aboutespañol.com. |                                           |                                        |           |

### Premios Dove
| Año  | Trabajo            | Categoría                         | Resultado |
| ---- | ------------------ | --------------------------------- | --------- |
| 2017 | Besos en la frente | Álbum del año en lenguaje español | Nominado  |
| 2020 | Origen y esencia   | Álbum del año en lenguaje español | Nominado  |

## Giras musicales
- 2007-2010: Ayer Te Vi Tour
- 2010-2012: Tour El Brillo de Mis Ojos
- 2012-2015: Tour Soplando Vida
- 2015-2016: Epicentro Live Tour
- 2016-2017: Tour Besos en la Frente
- 2019: Tour Origen y Esencia
- 2022: Tour de la Esperanza
- 2023: Tour Terrenal